# Piedra de Palermo
La Piedra de Palermo es el mayor fragmento de una losa de piedra negra (basalto) que tiene grabados en jeroglífico un conjunto de acontecimientos desde los últimos años del predinástico hasta la dinastía V de Egipto (Imperio Antiguo), tales como ceremonias, censos de ganado, nivel anual de la crecida del Nilo, y el nombre de los reyes y faraones. Debe su nombre a la ciudad de Palermo, Italia, donde fue inicialmente expuesta, siendo ahora mostrada en el Museo Arqueológico de Roma.

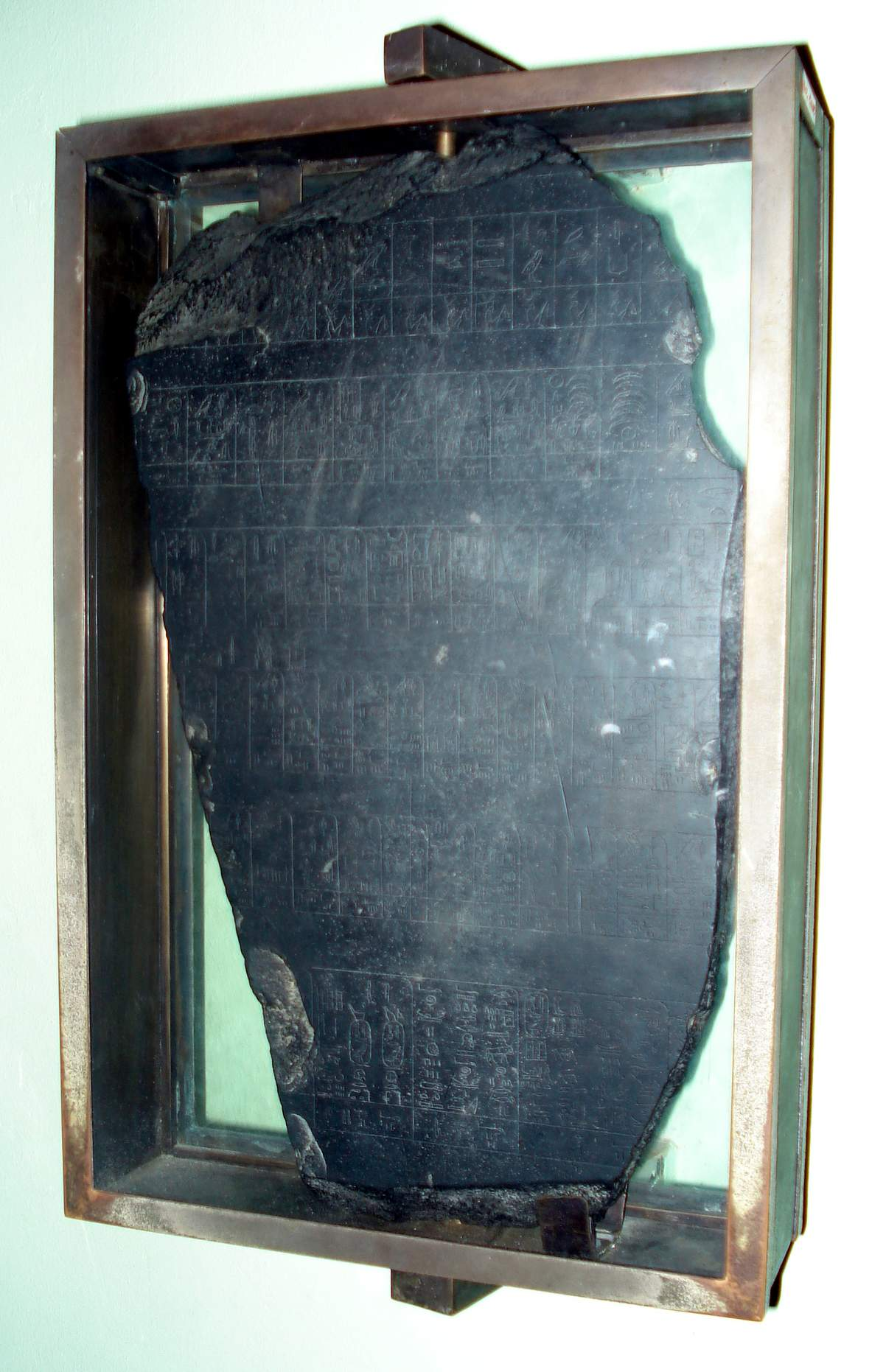
Piedra de Palermo.

El fragmento mide unos 43 cm de alto por 30 cm de ancho, aunque proviene de una losa que mediría unos dos metros de largo por 60 cm de alto. Otros fragmentos más pequeños de este documento, u otro similar, se encuentran en el Museo Egipcio de El Cairo y en el Museo Petrie de Londres.
El texto está dividido en tres registros horizontales: 
- el superior muestra el nombre del faraón de ese periodo,
- el intermedio los acontecimientos destacados: fiestas, recuentos de ganado, etc.,
- el inferior indica el mayor nivel anual de la inundación del río Nilo.

En la franja superior se encuentran los nombres de varios reyes predinásticos (Imperio Arcaico) del Bajo Egipto: «...pu», Seka, Jaau, Tiu, Tyesh, Neheb, Uadynar, Mejet, y «...a».
La piedra de Palermo (fechada en el siglo VI a. C., copiando un original del Imperio Antiguo) y los otros seis fragmentos encontrados (cinco en el Museo Egipcio de El Cairo y uno en Londres) son probablemente los únicos textos históricos conocidos de los reyes y faraones desde el año 3050 a. C. La piedra de Palermo se supone que estuvo en Heliópolis.
Dicha piedra fue comprada por un abogado siciliano, Fernando Guidano, en 1859 y ha permanecido en Palermo desde 1866. El 19 de octubre de 1877 fue presentada al museo arqueológico de Palermo donde permanece desde entonces. Fuente: Guidano Family (Brignolle- Sanzio).